# Алфьорово (Республіка Алтай)
Алфьо́рово (рос. Алфёрово) — село Майминського району, Республіка Алтай Росії. Входить до складу Кизил-Озьокського сільського поселення.
Населення — 1125 осіб (2015 рік).